# (36729) 2000 RV47
2000 RV47 (asteroide 36729) é um asteroide da cintura principal. Possui uma excentricidade de 0.12643040 e uma inclinação de 10.70758º.
Este asteroide foi descoberto no dia 3 de setembro de 2000 por LINEAR em Socorro.